# スノーリゾートロマンスの神様
スノーリゾートロマンスの神様（スノーリゾートロマンスのかみさま）、旧名：北信州木島平スキー場（きたしんしゅうきじまだいらスキーじょう）は、日本のスキー場。長野県下高井郡木島平村に位置する。

## 概要
スノーリゾートロマンスの神様（旧：北信州木島平スキー場）は、その山容の美しさから高井富士とも呼ばれる高社山の北斜面に広がるスキー場である。
日本海からの季節風がもたらす良好な雪質と、広大で開放感あふれるゲレンデが人気であり、野沢温泉や斑尾高原と並び北信地域を代表するスキー場である。高社山の山頂付近から日本最大級を誇る最大斜度4６度の非圧雪面を一気に滑り降りるパイオニアコースや、中間から下部にかけての緩斜面まで多彩なゲレンデコースを持ち、幅広ゲレンデを活用したテレインパークも設置するなど全ての来訪者が楽しめるゲレンデ構成となっている。
1963年に木島平スキー場はオープンし、スキーハウスも整備された（国設村営方式）。1993年4月から木島平村が出資する第3セクターの木島平観光株式会社が経営する第3セクター方式となった。
2022年3月、木島平村公共施設等総合管理計画の見直しで、18の観光施設を民間譲渡する方針が示された。
2023年3月にSBCメディカルグループに譲渡されることになり、それに先立って広瀬香美の楽曲「ロマンスの神様」のネーミングの使用権の許諾を受けており、スキー場の名称を「スノーリゾート ロマンスの神様」となり12月23日に新たなるスタートを切った。

## 歴史
1963年に開設された木島平スキー場は当初は国設村営方式で運営されていた。
1993年4月1日、木島平村が出資する第3セクターの木島平観光株式会社が設立された
1996-2001年度と2003-05年度まで、隣接する北志賀高井富士スキー場（現・X-JAM高井富士）及び牧の入スノーパークと共通リフト券を発行していたが、北志賀高井富士スキー場の池の平ゲレンデ閉鎖により共通リフト券が廃止された。2007年度には牧の入スノーパークと共通券を発行し、2つのゲレンデを合わせ木島平EAST/WESTと称する160haのコース面積を有す広大スキー場となりったが、そちらもわずか1年間で廃止された（その後、2009年度より牧の入スノーパークは休業）。
平成の大合併の際には、このスキー場の扱いが合併協議の争点となった（詳細は木島平村#「平成の大合併」について）。
なお、2008年5月、木島平スキー場を運営する旧木島平観光株式会社はパノラマランド木島平の運営を行う株式会社フェローズイン木島平と合併し、新たに木島平観光株式会社としてスタートした。
2011-2012シーズンより、株式会社マックアース（兵庫）の子会社マックアースリゾート山ノ内が、よませ温泉スキー場・牧の入スノーパークを借り受けて運営するとともに、木島平スキー場の一部（池の平ゲレンデ）を「やまびこの丘スキー場」として運営することになった。マックアースリゾート山ノ内は2010-2011シーズンからX-JAM高井富士を運営しており、木島平スキー場とこれらマックアースリゾート山ノ内運営の4スキー場とを合わせた高社山周辺5スキー場を「Mt.KOSHA」として共通リフト券で滑走可能な一体のスキーエリアとしてPRしていた。
その後、X-JAM高井富士と木島平スキー場の間に位置する「やまびこの丘スキー場」は営業休止となった。

### 民営化へ
2022年3月、木島平村公共施設等総合管理計画の見直しで、18の観光施設を民間譲渡する方針が示され、これにはリフト等の施設も含まれた。
譲渡先に横浜市のSBCメディカルグループが名乗りを上げ、2022年10月に同社と木島平村はスキー場と隣接するホテルの譲渡について基本合意し、2023年3月にも正式契約となる見通しとなった。広瀬香美の楽曲「ロマンスの神様」のネーミングの使用権に関する契約を締結しており、スキー場の名称を「スノーリゾート ロマンスの神様」として12月23日にオープンした。

### 年表
- 1963年　スキー場開業およびスキーハウス完成
- 1964年　第1リフト完成
- 1965年　第2リフト完成
- 1968年　第3リフト完成
- 1971年　第4リフト完成
- 1973年　第5リフト完成
- 1979年　第3リフト延長
- 1983年　第6ペアリフト完成
- 1984年　第7ペアリフト完成
- 1985年　ナイター設備完成
- 1986年　第8高速リフト完成
- 1989年　第10ペアリフト完成
- 1990年　人工降雪機導入

## ゲレンデ
ロマンスリフト終点付近で西に位置するThe きじまスノーパーク（旧牧の入スノーパーク）と接続している。

### コース
| コース名     | 長さ   | 最大斜度/平均斜度 | 説明                                             |
| ------------ | ------ | ----------------- | ------------------------------------------------ |
| パイオニア   | 870m   | 35°/46°           | 公称日本最大斜度46度。ゲレンデ最上部。           |
| パッション   | 1,200m | 8°/20°            | 天然沢のパイプ地形                               |
| スカイ       | 1,200m | 8°/20°            | ゲレンデ中央に位置し、最大幅が約250mと幅広い。   |
| シルク       | 600m   | 18°/30°           | 完全非圧雪のコース                               |
| アモーレ     | 540m   | 8°/26°            |                                                  |
| ヤマビコ     | 600m   | 15°/23°           | 唯一の林間コース                                 |
| パーフェクト | 750m   | 6°/17°            |                                                  |
| ファミリー   | 800m   | 7°/12°            | ゲレンデ最下部の緩斜面。そりで滑ることができる。 |
| ロマンス     | 650m   | 6°/13°            |                                                  |

### リフト
- 第1シングルリフト：517m
- 第2ペア(現シルクリフト)：594m
- 第3山頂ペア(現パイオニアリフト)：860m
- 第6ペア(現ロマンスリフト)：645m
- 第7ペアリフト：541m
- 第8スカイフォー(現スカイリフト)：1,203m
- 第10ペア(現ファミリーリフト)：785m
- 第11クワッド(現エーアイリフト)：741m

## 交通アクセス
- 道路
  - 上信越道豊田飯山ICより…国道117号・国道403号で約14km（約20分）。
- 鉄道およびバス
  - JR飯山線飯山駅より…タクシーで15分。無料送迎バスで20分。